# Distretto di Dawlat Shah
Il distretto di Dawlat Shah è un distretto dell'Afghanistan appartenente alla provincia del Laghman. Viene stimata una popolazione di 33.962 abitanti.